# Odzież i Dom
Odzież i Dom – krajowe targi jesienne w Poznaniu, które odbyły się w dniach 21-30 września 1946 i były pierwszą po II wojnie światowej wystawą zorganizowaną przez Międzynarodowe Targi Poznańskie.
Targi odbyły się po 7-letniej przerwie, w wyremontowanych, najmniej zniszczonych halach o ówczesnych numerach 4, 5 i 6 (m.in. Hala Reprezentacyjna i Pałac Targowy). O tempie prac przy odbudowie MTP świadczy fakt, że ekipy podnoszące tereny z gruzów weszły na plac budowy w drugiej połowie czerwca 1946 (zniszczenia sięgały 80%). Podczas imprezy prezentowano głównie dobra konsumpcyjne polskich producentów: odzież, obuwie, artykuły dziecięce, budowlane, porcelanę, fajans, ozdoby choinkowe i inne. Swoje ekspozycje miały m.in. Polskie Radio, Poczta Polska, Państwowa Centrala Handlowa i Polski Czerwony Krzyż (w wagonie kolejowym).